# .dev
.dev (от development с англ. — «разработка») — домен верхнего уровня, принадлежащий компании Google. Утверждён ICANN в качестве общего домена верхнего уровня (gTLD) со свободной регистрацией 1 марта 2019 года, при этом ранний доступ можно было получить с 19 февраля. Предназначен для разработчиков и компаний, работающих в сфере IT.

## История
Доменная зона .dev была создана в 2017 году, до этого момента адреса с таким окончанием часто использовались разработчиками для внутреннего тестирования.
Google открыл свободную регистрацию в зоне .dev c января 2019 года — для владельцев торговых марок, с 19 февраля — для всех желающих.
Из соображений безопасности браузеры, поддерживающие HSTS, обращаются ко всем .dev-сайтам только по HTTPS. Та же модель внедрена Google и для других своих доменных зон: для .google с 2015 года, для .foo одновременно с .dev с 2017.
За год в доменной зоне .dev было зарегистрировано 182 тысячи доменов, что позволило ей стать одной из самых популярных среди новых зон, открытых по программе New gTLD.